# Lupoglav (Brckovljani)
Lupoglav je vesnice v Chorvatsku v Záhřebské župě. Je součástí opčiny Brckovljani, od jejíhož stejnojmenného střediska se nachází 6 km jihovýchodně. Nachází se asi 10 km jihovýchodně od města Dugo Selo a asi 31 km východně od centra Záhřebu. V roce 2011 zde žilo 1 086 obyvatel, přičemž počet obyvatel oproti roku 2001 mírně stoupl.
Lupoglavem prochází župní silnice Ž3074. Nachází se zde kostel blahoslaveného Augustina Kažotiće. Východně od Lupoglavu protéká řeka Lonja.

## Vývoj počtu obyvatel
| Počet obyvatel | Počet obyvatel | Počet obyvatel | Počet obyvatel | Počet obyvatel | Počet obyvatel | Počet obyvatel | Počet obyvatel | Počet obyvatel | Počet obyvatel | Počet obyvatel | Počet obyvatel | Počet obyvatel | Počet obyvatel | Počet obyvatel | Počet obyvatel |
| -------------- | -------------- | -------------- | -------------- | -------------- | -------------- | -------------- | -------------- | -------------- | -------------- | -------------- | -------------- | -------------- | -------------- | -------------- | -------------- |
| 1857           | 1869           | 1880           | 1890           | 1900           | 1910           | 1921           | 1931           | 1948           | 1953           | 1961           | 1971           | 1981           | 1991           | 2001           | 2011           |
| 1 425          | 1 508          | 1 608          | 1 646          | 1 695          | 1 628          | 1 532          | 1 456          | 1 232          | 1 224          | 1 186          | 1 001          | 833            | 820            | 1 064          | 1 086          |

## Sousední vesnice
| Růžice kompasu | Gornja Greda              | Kusanovec | Luka              | Růžice kompasu |
| Růžice kompasu | Andrilovec                | Sever     | Čemernica Lonjska | Růžice kompasu |
| Růžice kompasu | Andrilovec                | Lupoglav  | Čemernica Lonjska | Růžice kompasu |
| Růžice kompasu | Andrilovec                | Jih       | Čemernica Lonjska | Růžice kompasu |
| Růžice kompasu | Velika Ostrna Mala Ostrna | Prečec    | Lipovec Lonjski   | Růžice kompasu |